# 그루버스
그루버스(groovers)는 대한민국의 유무선 디지털 음악 스트리밍 서비스 사이트이다. MQS(Mastering Quality Sound) 고품질 음원을 전문으로 서비스하며, 한국 음원사이트 중 처음으로 24bit 고품질 음원 서비스를 시작하였고, 2019년 4월 1일부로 웹·앱 서비스를 종료하였다.

## 연혁
- 2012년 4월: 주식회사 아이리버컨텐츠컴퍼니 등기
- 2012년 8월: 한국최초 MQS 음원 서비스 오픈 (irivermusic.com)
- 2013년 1월: www.groovers.kr 오픈
- 2013년 7월: 한국 최초 DSD 음원 서비스 오픈
- 2013년 11월: 삼성전자와 MQS 음원 공급 계약 체결
- 2014년 5월: 세계 최초 고음질 라디오 서비스 'Sonodoos' 오픈
- 2014년 9월: 블루노트 Astell&Kern Blue Note 75th Anniversary Package 출시
- 2014년 12월: 마리아 칼라스 Maria Callas MQS Album Box Set 출시
- 2015년 8월: 세계 최초 비틀스 MQS SD앨범 발매 (with SK 텔레콤)
- 2015년 9월: 세계 최초 MQS Streaming 서비스 출시
- 2015년 10월: groovers JP 오픈, LG V10와 그루버스 App 연동 (with LG 전자)
- 2016년 2월: 비틀스 앨범 세계 최초 MQS (24bit 고해상도) 스트리밍 서비스 시작
- 2016년 5월: Stradeum Recording MQS SD앨범 출시 - [가곡] 마음에 그리는 노래
- 2016년 6월: (주)그루버스 사명 변경
- 2016년 8월: NHN 벅스와 아이리버의 전략적 투자 유치[3]
- 2016년 9월: 2016 한국가곡프로젝트 II, [가곡] 그리움, 바람에 싣고 공연 진행
- 2016년 12월: '시, 그리움을 노래하다' 한국문화예술회관협회 주관 가곡 공연 진행
- 2017년 3월: 하이파이 스타일 magazine & Community 오픈 (Hifistyle.groovers.kr)
- 2017년 5월: 그루버스 MQS 전용관 오픈
- 2017년 7월: 월곡 꿈 그림 도서관 고음질 MQS Zone 설치
- 2017년 12월: LG V30 시리즈와 한국 최초 MQA(Master Quality Authenticated) 기반의 스트리밍 서비스 제공[4]
- 2019년 4월: 서비스 종료

## 주요 서비스

### MQS 고해상도 음원 서비스
그루버스는 웹/앱 서비스를 기본으로 하며, 16bit/44kHz, 24bit/44~192kHz 스펙의 FLAC 음원을 지원한다.
- 2012년, 한국 최초로 FLAC 음원 전문 서비스를 오픈했다.
- 한국 최초로 DSD 음원 다운로드 서비스를 오픈하면서, SACD(Super Audio Compact Disc) 채용 방식의 대용량 고음질 음원을 보유하고 있다.[5]
- K-POP / JAZZ / POP / ROCK / CLASSIC / 기타 서비스 장르 제공
- 한국 최초로 16bit 이상, 24bit FLAC 스트리밍을 지원했으며(2015년 9월), 최근에는 DLNA 서비스까지 영역을 넓혀가고 있다.(2018년 1월)

### 음악추천 라디오
사용자의 기호에 맞춘 음악추천 라디오 서비스로, '그루버스 플레이어'의 '라디오' 메뉴에서 제공하고 있다. MQS 전용관, 장르별 전용관, 테마별 전용관 등 개인의 기호에 따라 감상이 가능하다.

### 음악잡지 컬렉션 '파피루스'
과거부터 현재까지의 수많은 음악 전문잡지와 전문서적을 제공하는 콘텐츠다. 매월 무료로 구독할 수 있는 잡지가 제공되며, 상품에 가입하면 모든 잡지를 E-Book 형태로 무한 구독할 수 있는 서비스이다.

### 하이파이스타일
하이파이스타일은 그루버스가 운영하는 오디오 전문 커뮤니티다. 하이파이 오디오 리뷰, 커뮤니티, 전문가 칼럼 등을 기재하고 있다.

## Android / iOS / Astell&Kern 앱
Andorid앱, iOS앱, SK그룹의 계열회사인 제조업체 아이리버의 상품 아스텔앤컨(Astell&Kern)에도 그루버스 어플리케이션이 기본 탑재되어 있다.
최근에는 사용자 편의성 PC Client 통합 플레이어를 서비스하며, 앨범 스트리밍, 라디오 스트리밍, 다운로드를 한번에 제공하고 있다.

## 공연사업 및 음반제작
'SD앨범' 제작 및 공연사업 진행. SD앨범은 MQS 음원을 고해상도 패키지 앨범으로 재생산, SD메모리카드 형태로 제작되며, 24bit FLAC 음원이 담겨 있다.

### 공연사업
- '시, 그리움을 노래하다' 한국문화예술회관협회 주관 가곡 연말 공연 (2016.12.28)

### 음반제작
- 한국 최초 고음질 전용 녹음 스튜디오 '스트라디움' 라이브 녹음

25현 가야금 연주자 서정민 [Cosmos 25] MQS앨범 제작 및 유통 (2016.10.21)
테너 이재욱, 바리톤 송기창, 소프라노 강혜정, 김수연, 메조 소프라노 정수연 등 참여 [그리움 바람에 싣고] MQS 앨범 제작 및 유통 (2016.12.28)

### 행사
- 비틀스(The Beatles) 앨범 한국 최초 MQS스트리밍 서비스 오픈 기념 쇼케이스 진행 (2016.03.29)
- 서울레코드페어 참여 (2017.06, 2017.11)